# Almeida (ort i Spanien)
Almeida är en ort i Spanien.   Den ligger i provinsen Provincia de Zamora och regionen Kastilien och Leon, i den centrala delen av landet, 220 km väster om huvudstaden Madrid. Almeida ligger 780 meter över havet och antalet invånare är 608.
Terrängen runt Almeida är platt. Runt Almeida är det mycket glesbefolkat, med 7 invånare per kvadratkilometer. Närmaste större samhälle är Bermillo de Sayago, 11,6 km norr om Almeida. Trakten runt Almeida består i huvudsak av gräsmarker.